# Мертл (Минесота)
Мертл (енгл. Myrtle) град је у америчкој савезној држави Минесота.

## Демографија
По попису из 2010. године број становника је 48, што је 15 (-23,8%) становника мање него 2000. године.
| Група             | 2000.      | 2010.      |
| Белци             | 61 (96,8%) | 40 (83,3%) |
| Афроамериканци    | 0 (0,0%)   | 0 (0,0%)   |
| Азијати           | 2 (3,2%)   | 0 (0,0%)   |
| Хиспаноамериканци | 0 (0,0%)   | 8 (16,7%)  |
| Укупно            | 63         | 48         |